# Фірн
Фірн — крижана порода зі щільністю від 450 до 800 кг/м³, що складається із взаємозалежних крижаних зерен. Є перехідною стадією між снігом і льодовиковим льодом, утворюється в гірських областях, розташованих вище снігової лінії, і в полярних країнах, де атмосферні опади випадають переважно у вигляді снігу й за літо не встигають станути.
Сніг перетворюється у фірн під дією сонячної радіації, відлиг, у результаті перекристалізації й сублімації водяної пари внаслідок неодноразового підтавання і наступного замерзання снігу під тиском вище лежачих шарів.
Розрізняють фірни інфільтраційний, який при повторному замерзанні води в снігу, що супроводжується осіданням і перекристалізаці яка формується внаслідок округлення, збірної перекристалізації й осідання снігу та рекристалізаційний, що утвориться в результаті метаморфізму снігу без участі рідкої води. Перший зазвичай зустрічається у фірновому басейні гірських льодовиків (до глибини 20-30 м), другий і третій — у верхніх шарах льодовикових покривів (в Антарктиді товщина фірну досягає 100 м).
За величиною зерен розрізняють дрібнозернистий (менш 1 мм), середньозернистий (1-3 мм) і грубозернистий (понад 3 мм) фірн.
Фірнове поле (фірновий басейн) — область живлення льодовика, накопичення сніжних опадів та рекристалізації їх при ущільненні в фірн та лід.